# Włodzimierz Głodowski
Włodzimierz Stanisław Głodowski (ur. 6 listopada 1962) – polski prawnik, doktor habilitowany nauk prawnych, specjalizuje się w postępowaniu cywilnym, nauczyciel akademicki Uniwersytetu im. Adama Mickiewicza w Poznaniu.

## Życiorys
Absolwent Wydziału Rolniczego Akademii Rolniczej im. Augusta Cieszkowskiego w Poznaniu (1986) oraz Wydziału Prawa i Administracji Uniwersytetu im. Adama Mickiewicza w Poznaniu (1990). W 1999 otrzymał stopień doktorski na podstawie pracy pt. Pozycja prawna wierzyciela w postępowaniu upadłościowym, której promotorem był profesor Feliks Zedler. Habilitował się w 2015 roku na podstawie oceny dorobku naukowego i rozprawy Skarga o uchylenie wyroku sądu polubownego. 
Pracownik Wydziału Prawa i Administracji UAM od 1990 roku, początkowo jako asystent w Katedrze Prawa Rolnego, obecnie jako adiunkt w Zakładzie Postępowania Cywilnego. W 1992 roku zdał egzamin sędziowski przy Sądzie Okręgowym w Poznaniu oraz egzamin radcowski w Okręgowej Izbie Radców Prawnych w Poznaniu.

## Wybrane publikacje
- Pozycja prawna wierzyciela w postępowaniu upadłościowym. wyd. 2002, ISBN 83-87148-39-3
- Postępowanie cywilne (wraz z J. Muchą), wyd. 2013 i 2015, ISBN 978-83-264-4539-2
- Skarga o uchylenie wyroku sądu polubownego, wyd. 2014, ISBN 978-83-63223-72-4
- ponadto rozdziały w pracach zbiorowych i artykuły publikowane w czasopismach prawniczych, m.in. w "Przeglądzie Prawa Rolnego"[4]